# Premio Mejor Ciudadano J. Walter Kennedy
El Premio Mejor Ciudadano J. Walter Kennedy (J. Walter Kennedy Citizenship Award) es un premio anual entregado por la NBA, desde la temporada 1974-75, al jugador o entrenador que muestra un servicio destacado y dedicación a la comunidad. Está nombrado en honor a James Walter Kennedy, el segundo comisionado de la NBA (por entonces presidente) desde 1963 hasta 1975. El ganador es seleccionado por la Asociación Profesional de Escritores de Baloncesto, que representa a los escritores de periódicos, revistas o de internet. Miembros de la organización nominan a jugadores para el premio, para que posteriormente ejerzan sus votos unos 150 miembros. El jugador con mayor número de votos es el ganador. El premio lo recibe generalmente la persona que realiza la contribución más caritativa para la comunidad. Por ejemplo, Kevin Garnett recibió el premio en 2006 por donar 1.2 millones de dólares a las campañas de ayuda del Huracán Katrina.
Desde su creación, el premio ha sido otorgado a 36 jugadores diferentes. Detroit Pistons es la franquicia con más ganadores, con un total de cinco. En una temporada hubo dos ganadores, Michael Cooper y Rory Sparrow en la temporada 1985–86. Vlade Divac de Yugoslavia (hoy en día Serbia), Dikembe Mutombo de la República Democrática del Congo, y los canadienses Steve Nash (nacido en Sudáfrica), Samuel Dalembert (nacido en Haití) y Pau Gasol (nacido en España)  son los únicos ganadores nacidos fuera de los Estados Unidos. Mutombo es también el único jugador en ganar el premio en dos ocasiones. Frank Layden y Joe O'Toole fueron los únicas personas en ganar el premio sin ser jugadores. Layden, ganador del premio en la 1983-84, era entrenador de Utah Jazz, mientras que O'Toole, vencedor en la 1994-95, era preparador físico de Atlanta Hawks.
El jugador español Pau Gasol, fue premiado en 2012, en reconocimiento a su trabajo en causas impulsadas por UNICEF, organización de la que Gasol es embajador desde 2005.

## Ganadores

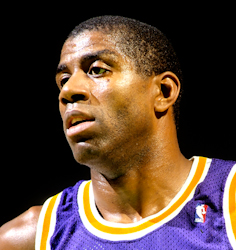
Magic Johnson ganó el premio en la temporada 1991-92.

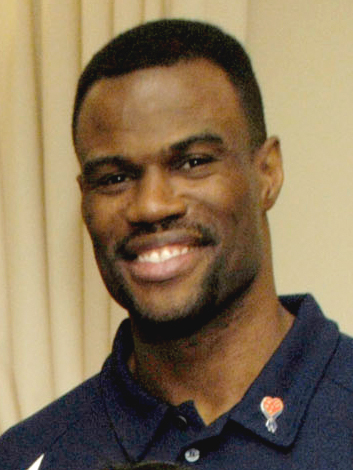
David Robinson ganó el premio en la temporada 2002-03.

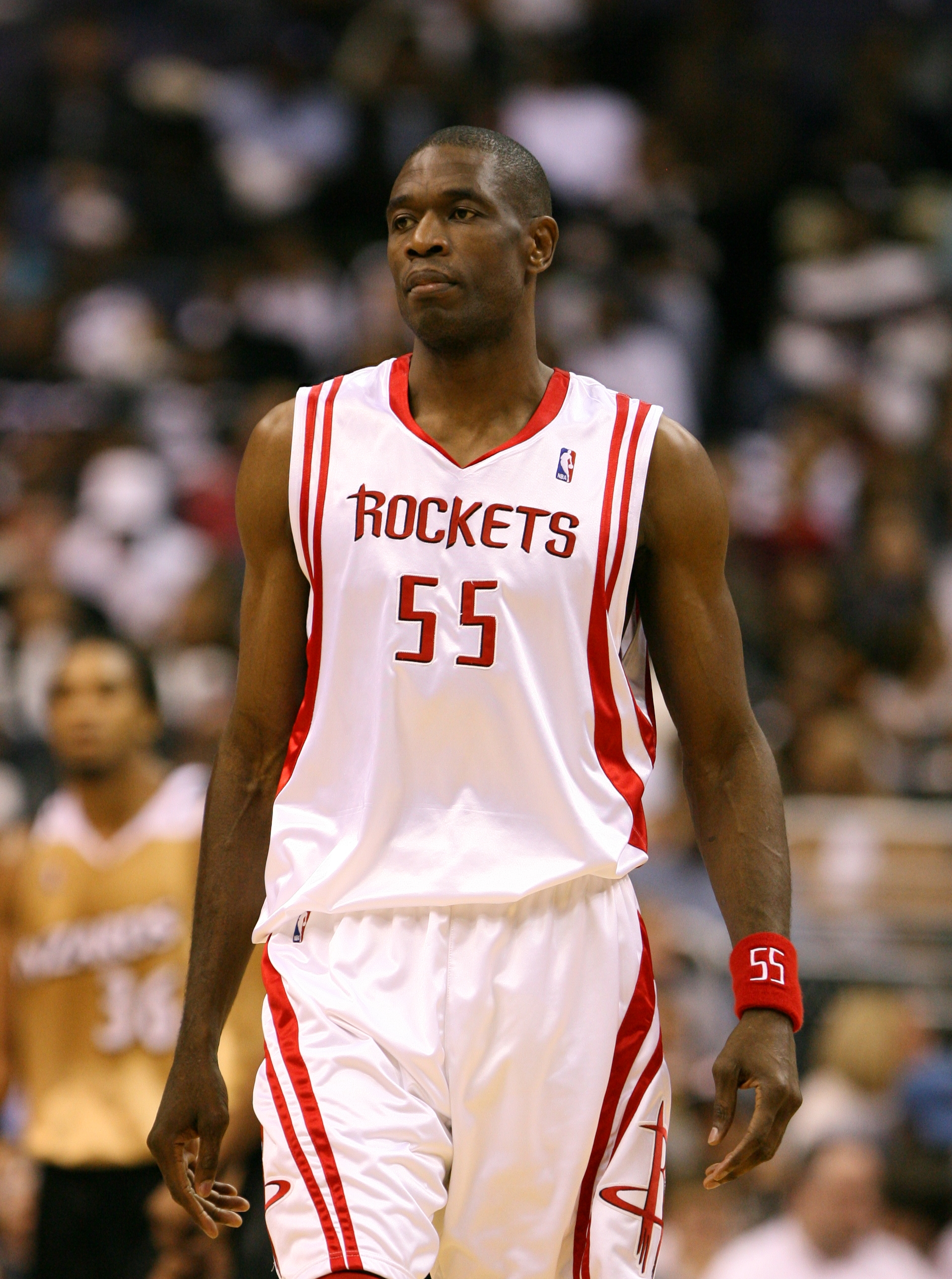
Dikembe Mutombo es el único jugador en ganar el premio en dos ocasiones.

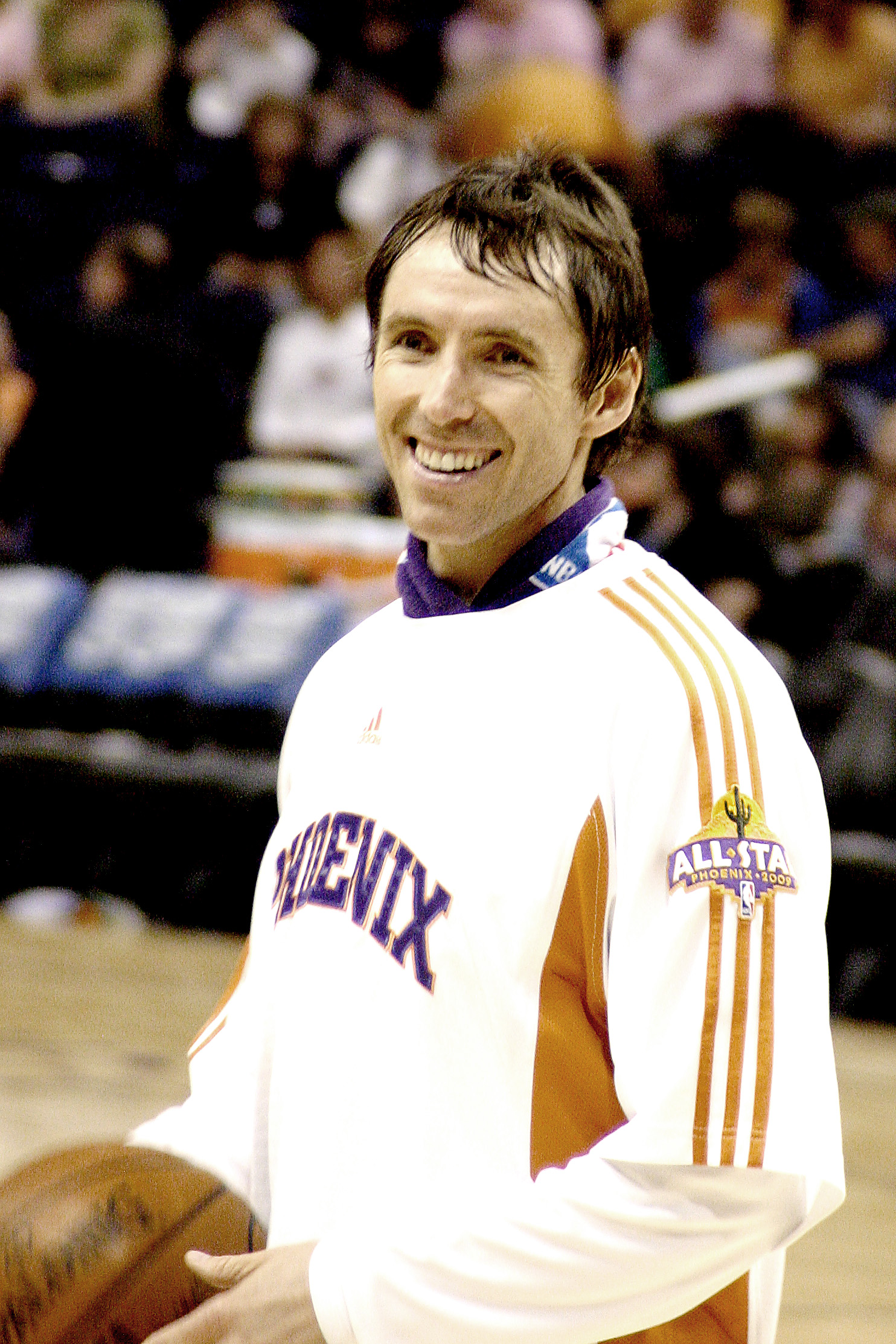
Steve Nash ganó el premio en la temporada 2006-07.

|     | Jugador en activo en la NBA                        |
|     | Elegido en el Basketball Hall of Fame              |
| (X) | Número de veces que el jugador ha ganado el premio |

| Temporada | Ganador                         | Nacionalidad                    | Equipo                 |
| --------- | ------------------------------- | ------------------------------- | ---------------------- |
| 1974-75   | Wes Unseld                      | Estados Unidos                  | Washington Bullets     |
| 1975-76   | Slick Watts                     | Estados Unidos                  | Seattle SuperSonics    |
| 1976-77   | Dave Bing                       | Estados Unidos                  | Washington Bullets     |
| 1977-78   | Bob Lanier                      | Estados Unidos                  | Detroit Pistons        |
| 1978-79   | Calvin Murphy                   | Estados Unidos                  | Houston Rockets        |
| 1979-80   | Austin Carr                     | Estados Unidos                  | Cleveland Cavaliers    |
| 1980-81   | Mike Glenn                      | Estados Unidos                  | New York Knicks        |
| 1981-82   | Kent Benson                     | Estados Unidos                  | Detroit Pistons        |
| 1982-83   | Julius Erving                   | Estados Unidos                  | Philadelphia 76ers     |
| 1983-84   | Frank Layden (entrenador)       | Estados Unidos                  | Utah Jazz              |
| 1984-85   | Dan Issel                       | Estados Unidos                  | Denver Nuggets         |
| 1985-86   | Michael Cooper                  | Estados Unidos                  | Los Angeles Lakers     |
| 1985-86   | Rory Sparrow                    | Estados Unidos                  | New York Knicks        |
| 1986-87   | Isiah Thomas                    | Estados Unidos                  | Detroit Pistons        |
| 1987-88   | Alex English                    | Estados Unidos                  | Denver Nuggets         |
| 1988-89   | Thurl Bailey                    | Estados Unidos                  | Utah Jazz              |
| 1989-90   | Doc Rivers                      | Estados Unidos                  | Atlanta Hawks          |
| 1990-91   | Kevin Johnson                   | Estados Unidos                  | Phoenix Suns           |
| 1991-92   | Magic Johnson                   | Estados Unidos                  | Los Angeles Lakers     |
| 1992-93   | Terry Porter                    | Estados Unidos                  | Portland Trail Blazers |
| 1993-94   | Joe Dumars                      | Estados Unidos                  | Detroit Pistons        |
| 1994-95   | Joe O'Toole (preparador físico) | Estados Unidos                  | Atlanta Hawks          |
| 1995-96   | Chris Dudley                    | Estados Unidos                  | Portland Trail Blazers |
| 1996-97   | P.J. Brown                      | Estados Unidos                  | Miami Heat             |
| 1997-98   | Steve Smith                     | Estados Unidos                  | Atlanta Hawks          |
| 1998-99   | Brian Grant                     | Estados Unidos                  | Portland Trail Blazers |
| 1999-00   | Vlade Divac                     | Yugoslavia                      | Sacramento Kings       |
| 2000-01   | Dikembe Mutombo (1)             | República Democrática del Congo | Philadelphia 76ers     |
| 2001-02   | Alonzo Mourning                 | Estados Unidos                  | Miami Heat             |
| 2002-03   | David Robinson                  | Estados Unidos                  | San Antonio Spurs      |
| 2003-04   | Reggie Miller                   | Estados Unidos                  | Indiana Pacers         |
| 2004-05   | Eric Snow                       | Estados Unidos                  | Cleveland Cavaliers    |
| 2005-06   | Kevin Garnett                   | Estados Unidos                  | Minnesota Timberwolves |
| 2006-07   | Steve Nash                      | Canadá                          | Phoenix Suns           |
| 2007-08   | Chauncey Billups                | Estados Unidos                  | Detroit Pistons        |
| 2008-09   | Dikembe Mutombo (2)             | República Democrática del Congo | Houston Rockets        |
| 2009-10   | Samuel Dalembert                | Canadá                          | Philadelphia 76ers     |
| 2010-11   | Ron Artest                      | Estados Unidos                  | Los Angeles Lakers     |
| 2011-12   | Pau Gasol                       | España                          | Los Angeles Lakers     |
| 2012-13   | Kenneth Faried                  | Estados Unidos                  | Denver Nuggets         |
| 2013-14   | Luol Deng                       | Reino Unido                     | Cleveland Cavaliers    |
| 2014-15   | Joakim Noah                     | Francia                         | Chicago Bulls          |
| 2015-16   | Wayne Ellington                 | Estados Unidos                  | Brooklyn Nets          |
| 2016-17   | LeBron James                    | Estados Unidos                  | Cleveland Cavaliers    |
| 2017-18   | J. J. Barea                     | Puerto Rico                     | Dallas Mavericks       |
| 2018-19   | Damian Lillard                  | Estados Unidos                  | Portland Trail Blazers |
| 2019-20   | Malcolm Brogdon                 | Estados Unidos                  | Indiana Pacers         |
| 2020-21   | No se entregó                   | No se entregó                   | No se entregó          |
| 2021-22   | No se entregó                   | No se entregó                   | No se entregó          |
| 2022-23   | Stephen Curry                   | Estados Unidos                  | Golden State Warriors  |
| 2023-24   | CJ McCollum                     | Estados Unidos                  | New Orleans Pelicans   |

Notas
1. ↑  El título oficial de Presidente de la NBA fue cambiado en 1967 por el de Comisionado.[2]
2. 1 2  Denota temporada con dos ganadores del premio.
3. ↑  Steve Nash nació en Sudáfrica, aunque es ciudadano canadiense.
4. ↑  Samuel Dalembert nació en Haití, aunque es ciudadano canadiense.
5. ↑  Luol Deng nació en Sudán del Sur, aunque es ciudadano británico.
6. ↑  Joakim Noah nació en Nueva York, y es ciudadano tanto de EE.UU. como de Francia.
7. ↑  Todas las personas nacidas en Puerto Rico son ciudadanos estadounidenses por nacimiento.